# ジリナ - モスティ・ウ・ヤブルンコヴァ線
ジリナ - モスティ・ウ・ヤブルンコヴァ線（ジリナ - モスティ・ウ・ヤブルンコヴァせん、スロバキア語:Železničná trať Žilina – Mosty u Jablunkova）は、スロバキア国鉄の鉄道線の名称である。路線番号は127。プラハとコシツェを結ぶ路線の一端としての役割を担っている。

## 歴史
コンソーシアムの「帝国特任カーシャウ＝オーデルベルク鉄道（k. k. privilegierte Kaschau-Odenburger Bahn, KsOd）」は1866年6月26日に認可されて、オーデルベルク - カーシャウ区間建設を引き受けた。1871年1月8日よりテーシェン - ジョルナ（ジリナ）区間の列車運行は現在の国境線経由で開始された。
1898年にチャッツァ - ヤブルンコフ区間はヤブルンコーヴトンネルを除外して複線化された。1915年二番目の線路がテーシェン - オーデルベルク区間に設置された。
1963年11月に電力供給設備がチャッツァ - モスティ区間で、1964年9月にジリナ - チャッツァ区間で備えられた。
1993年1月1日付きにこの路線はチェコスロバキアの分離でスロバキア国鉄により引き受けられた。

## 運行形態
チャッツァ以北はチェコ国鉄320号線のページを参照。ジリナ - チャッツァ間の運賃制はジリナ県運輸連合（Integrovaná doprava Žilinského kraja）が担当する。

### 寝台特急「ユーロナイト(EN)」
下記2往復が運行している。
- ヘブ - プラハ - ボフミーン - ジリナ - フメンネー（スロヴァキア号）
一日1往復の運行。チャッツァ以北はチェコ国鉄320号線に、ジリナ以南は180号線に直通する。
2017年以前は、ジリナでコシツェ方面とズヴォレン方面を分割し、ズヴォレン方面はジリナ以南で快速として運行していた他、コシツェ発ヘブ行の車両も連結していた。2019年以前はチャッツァを通過していた。2021年の冬・春は運休していた。

- 過去の運行系統
  - ボヘミア号：　プラハ/ウィーン - ボフミーン - ジリナ - フメンネー
2015年以前、特急リーフリク(R)として一日1往復運行していて、キエフへの直通車両も連結していた。また、上下ともチャッツァに、フメンネー方面行のみキスツケー・ノヴェー・メストに停車していた。チャッツァ以北はチェコ国鉄320号線に、ジリナ以南は180号線に直通していた。
2015年末に、ユーロナイト(EN)に格上げされた。
2017年末に、季節運行に変更され、チャッツァとキスツケー・ノヴェー・メストを通過する様になった。また、キエフへの直通車両を連結しなくなった。
2019年末に運行休止。

### 超特急「スーパーシティ(SC)」
一日1往復、プラハ - チェシーン - ジリナ - コシツェの系統が運行している。チャッツァ以北はチェコ国鉄320号線に、ジリナ以東は180号線に直通する。また、2016年以前はチャッツァを通過していた。

### 超特急「ユーロシティ(EC)」
プラハ - チャッツァ - ジリナ - コシツェ間に、一日2往復の運行。チャッツァ以北はチェコ国鉄320号線に、ジリナ以東は180号線に直通する。チェコ国内では「LEOエクスプレス」として運行される。
2018年以前も一日2往復であったが、週1日に限り3往復、週2日に限り1往復であった。また、チェコ国内で「LEOエクスプレス」として運行しない便が週1往復あった。

### 超特急「レギオジェット(RJ)」
プラハ - チャッツァ - ジリナ - コシツェ/ズヴォレン間に、一日2往復の運行。チャッツァ以北はチェコ国鉄320号線に、ジリナ以東は180号線に直通する。
2015年以前は、ユーロシティ(EC)として運行されていた。また、2021年冬・春は一日1往復、2021年夏・秋は一日2往復の運行で、2022年1月より一日3往復に復帰した。2023年度より再び一日2往復の運行となった。

### 特急「ユーロシティ(EC)」
- オストラヴァン号：　プラハ - チャッツァ - ジリナ
一日3往復運行される。チャッツァ以北はチェコ国鉄320号線に直通する。下記リーフリク(R)と合わせて2時間に1本の運行となっている。
過去の運行形態
2016年以前は、エクスプレス(Ex)の種別で、単独で2時間に1本の運行であった。キスツケー・ノヴェー・メストにも停車していた。
2017年度より、一部がリーフリク(R)に置き換えられて一日3本の運行となった。
2023年度よりユーロシティ(EC)に格上げとなった。キスツケー・ノヴェー・メストは通過となった。

### 特急「リーフリク(R)」
- キスチャン号：　オストラヴァ - チャッツァ - ジリナ
一日5往復運行されている。チャッツァ以北はチェコ国鉄320号線に直通する。
過去の運行形態
2016年末に、エクスプレスの一部を区間短縮・格下げすることで、一日4往復の運行を開始した。ジリナ以南は180号線経由でバンスカー・ビストリツァ方面に直通していて、「ファトラ」号を名乗っていた。キスツケー・ノヴェー・メストにも停車していた。
2021年度に「ファトラン」号に改称された。
2023年度に、一日5往復に増発された一方、ジリナ以北に区間短縮された。愛称名は「キスチャン」に変更となり、キスツケー・ノヴェー・メストは通過となった。

- 過去の運行系統
  - ロゼヴィエ号：　グディニャ - チャッツァ - ジリナ
2020年夏・秋に限り、一日1往復運行していた。チャッツァ以北は129号線に直通していた。

### 普通
- リプトウスキー・ミクラーシュ - ジリナ - チャッツァ
1時間に1本の運行。ジリナ以南は180号線に直通する。
過去の運行形態
2018年以前は、午前中2時間に1本の運行であった。また、ジリナ以南には直通していなかった一方で、一日6-7往復が129号線のスカリテーまたはズヴァルドニまで直通していた。
2018年末に平日が、2021年末に休日が、1時間に1本の運行となった。
2023年度より、180号線と直通する様になった一方で、129号線との直通を取りやめた。

### 過去の運行種別
- 快速「レギオナルエクスプレス(REX)」
  - ヴェリカー・ラチャ号：　スカリテー → チャッツァ → ジリナ → リプトウスキー・フラードク　【平日運行】
2019年末に、一日あたり片道1本の運行を開始した。チャッツァ以北は129号線から、ジリナ以南は180号線に直通していた。途中、クラースノとキスツケー・ノヴェー・メストに停車していた。なお、愛称名は後に外される。
2020年末に、一日2本に増発された。チャッツァ町が停車駅に追加された。
2023年度より運行していない。
  - ヴィヒロウカ号：　スカリテー → チャッツァ → ジリナ → クラリョヴァニ　【平日運行】
2019年末に一日あたり片道1本の運行を開始した。チャッツァ以北は129号線から、ジリナ以南は180号線に直通していた。途中、クラースノとキスツケー・ノヴェー・メストに停車していた。
2021,22年度は、チャッツァ町にも停車していた。また、ジリナ以南へは直通していなかった。
2023年度より運行していない。

## 駅一覧
以下では、スロバキア国鉄127号線の駅と営業キロ、停車列車、接続路線などを一覧表で示す。チャッツァ以北はチェコ国鉄320号線のページを参照。
- 種別
  - SC：超特急「スーパーシティ」
  - EN：寝台特急「ユーロナイト」
  - EC：超特急「ユーロシティ」
  - RJ：特急「レギオジェット」
  - Ex：特急「エクスプレスニー・ヴラク」
  - R：特急「リーフリク」
  - REX：快速「レギオナルエクスプレス」
  - Os：普通
- 停車駅
  - ■印：全列車停車
  - ●印：一部通過
  - ｜印：全列車通過

| 路線名 | 駅名                           | 駅間営業キロ | 累計営業キロ       | 累計営業キロ   | SC | EN | EC | RJ | Ex | R  | Os | 接続路線                                                                                    | 所在地   | 所在地                         |
| ------ | ------------------------------ | ------------ | ------------------ | -------------- | -- | -- | -- | -- | -- | -- | -- | ------------------------------------------------------------------------------------------- | -------- | ------------------------------ |
| 127    | ジリナ駅                       | -            | コシツェから 249.3 | ジリナから 0.0 | ■  | ■  | ■  | ■  | ■  | ■  | ■  | 120号線（ブラチスラヴァ方面）、126号線（ライェツ方面） 180号線（コシツェ/ビストリツァ方面） | ジリナ県 | ジリナ郡                       |
| 127    | ブロドノ駅                     | 5.7          | 255.0              | 5.7            | ｜ | ｜ | ｜ | ｜ | ｜ | ｜ | ■  |                                                                                             | ジリナ県 | ジリナ郡                       |
| 127    | ルヂナ駅                       | 1.4          | 256.4              | 7.1            | ｜ | ｜ | ｜ | ｜ | ｜ | ｜ | ■  |                                                                                             | ジリナ県 | キスツケー・ノヴェー・メスト郡 |
| 127    | キスツケー・ノヴェー・メスト駅 | 3.3          | 259.7              | 10.4           | ｜ | ｜ | ｜ | ｜ | ｜ | ｜ | ■  |                                                                                             | ジリナ県 | キスツケー・ノヴェー・メスト郡 |
| 127    | オホドニツァ駅                 | 5.0          | 264.7              | 15.4           | ｜ | ｜ | ｜ | ｜ | ｜ | ｜ | ■  |                                                                                             | ジリナ県 | キスツケー・ノヴェー・メスト郡 |
| 127    | ドゥナヨフ駅                   | 1.8          | 266.5              | 17.2           | ｜ | ｜ | ｜ | ｜ | ｜ | ｜ | ■  |                                                                                             | ジリナ県 | チャッツァ郡                   |
| 127    | クラースノ・ナド・クスツォウ駅 | 2.7          | 269.2              | 19.9           | ｜ | ｜ | ｜ | ｜ | ｜ | ｜ | ■  |                                                                                             | ジリナ県 | チャッツァ郡                   |
| 127    | オシチャドニツァ駅             | 4.5          | 273.7              | 24.4           | ｜ | ｜ | ｜ | ｜ | ｜ | ｜ | ■  |                                                                                             | ジリナ県 | チャッツァ郡                   |
| 127    | チャッツァ町駅                 | 5.0          | 278.7              | 29.4           | ｜ | ｜ | ｜ | ｜ | ｜ | ｜ | ■  |                                                                                             | ジリナ県 | チャッツァ郡                   |
| 127    | チャッツァ駅                   | 1.1          | 279.8              | 30.5           | ■  | ■  | ■  | ■  | ■  | ■  | ■  | 128号線（マコフ方面）、129号線（スカリテー方面） チェコ国鉄320号線（プラハ方面）            | ジリナ県 | チャッツァ郡                   |